# Mapper (Softwareentwicklung)
Ein Mapper ist in der Softwareentwicklung ein Objekt, das Daten zwischen zwei Komponenten austauscht. Mit Hilfe des Mappers ist dieser Datenaustausch möglich, ohne dass die beiden Komponenten sich oder den Mapper kennen.
Das häufigste Einsatzszenario für Mapper ist der Datenaustausch zwischen Datenbank und Objekten mit Hilfe eines Daten-Mappers. Ein mit dem Mapper verwandtes Entwurfsmuster ist der Vermittler. Im Gegensatz zu einem Mapper ist dieser jedoch den miteinander kommunizierenden Komponenten bekannt.